# Isturgia circumdataria
Isturgia circumdataria là một loài bướm đêm trong họ Geometridae.